# Slovenské Pravno
Slovenské Pravno – wieś i gmina (obec) w powiecie Turčianske Teplice, kraju żylińskim, w północno-centralnej Słowacji. Znajduje się na Kotlinie Turczańskiej u podnóży gór Żar nad potokiem Briešťanka. Wieś lokowana w roku 1113.

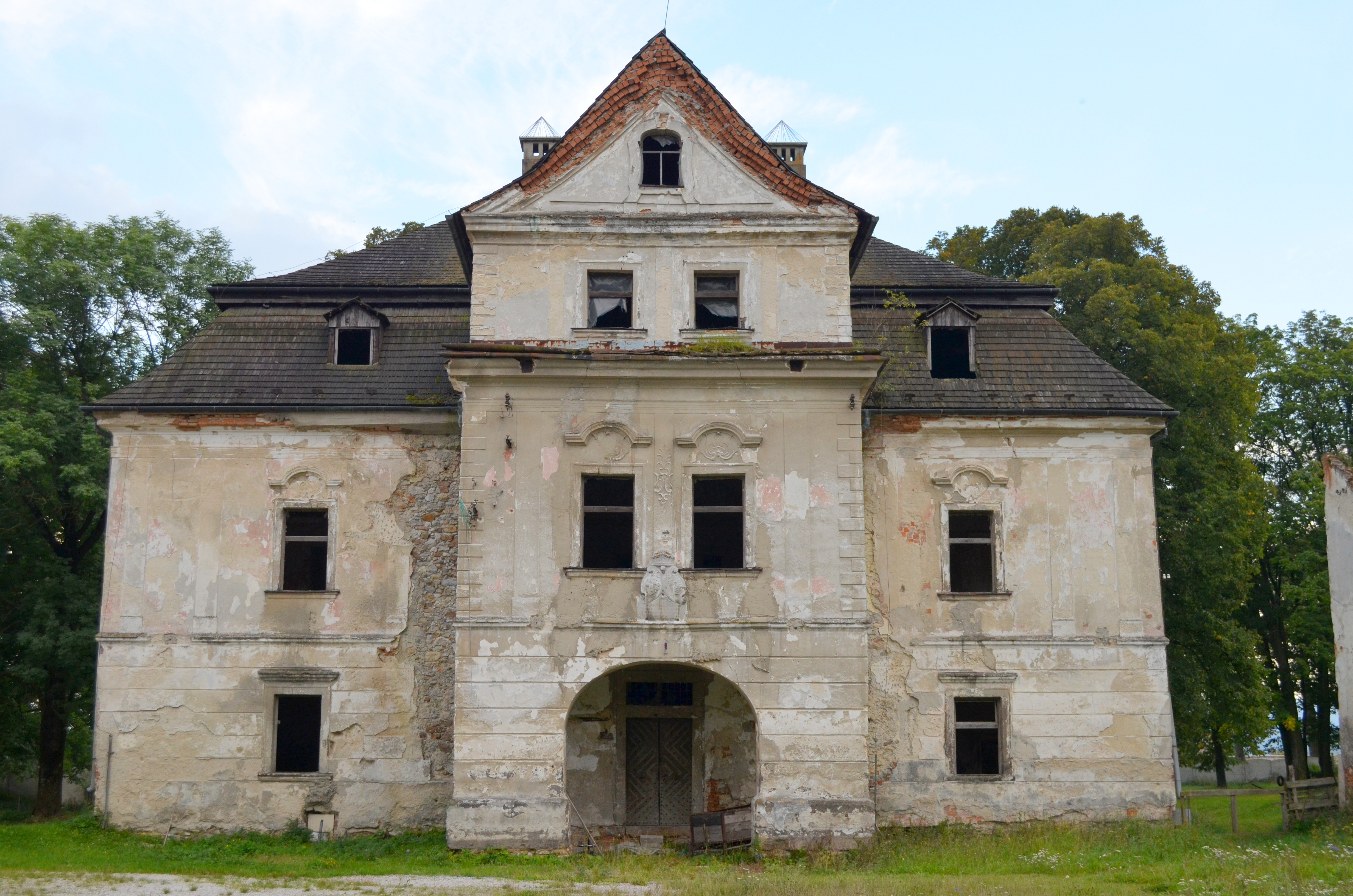
Kasztel
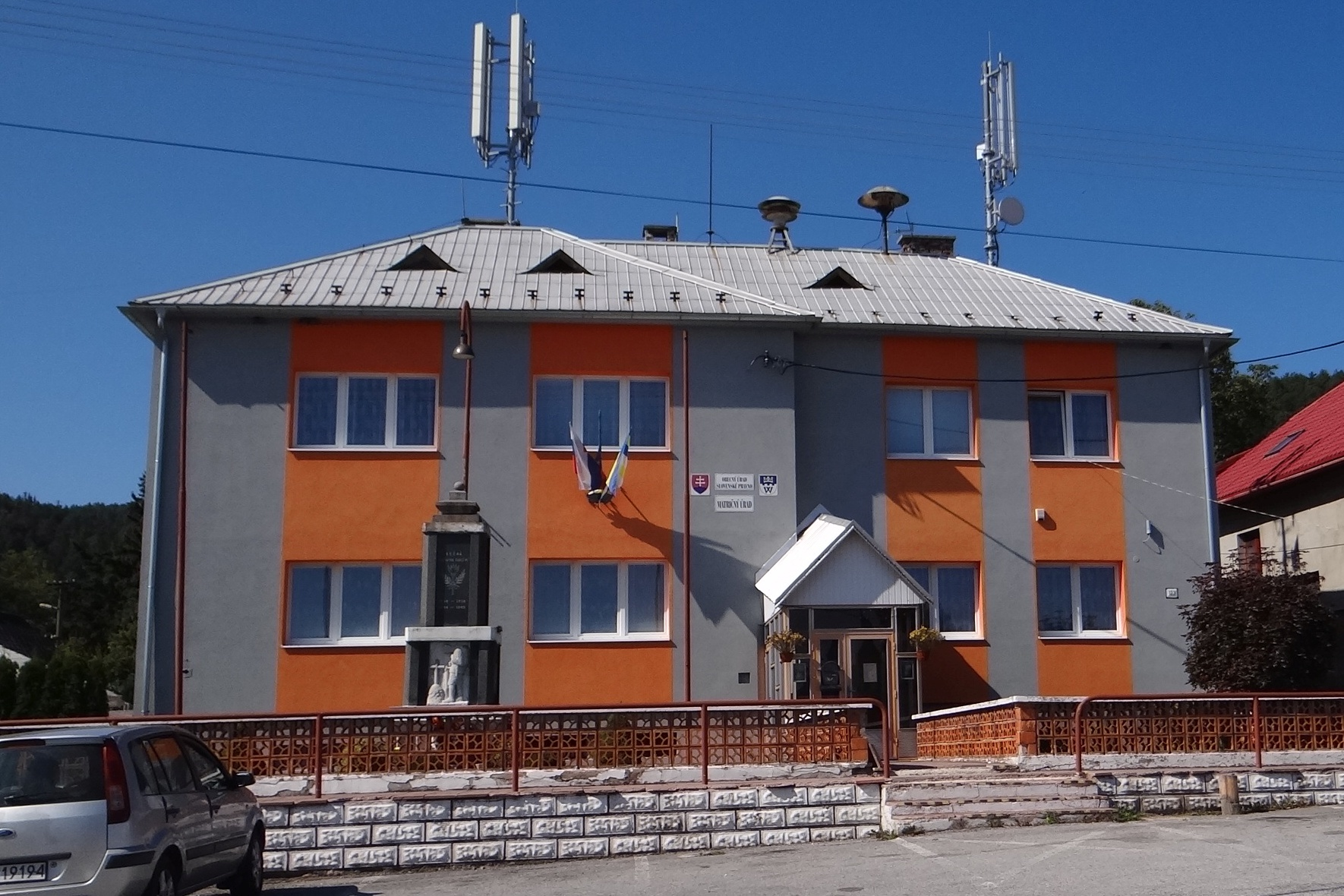
Urząd gminy
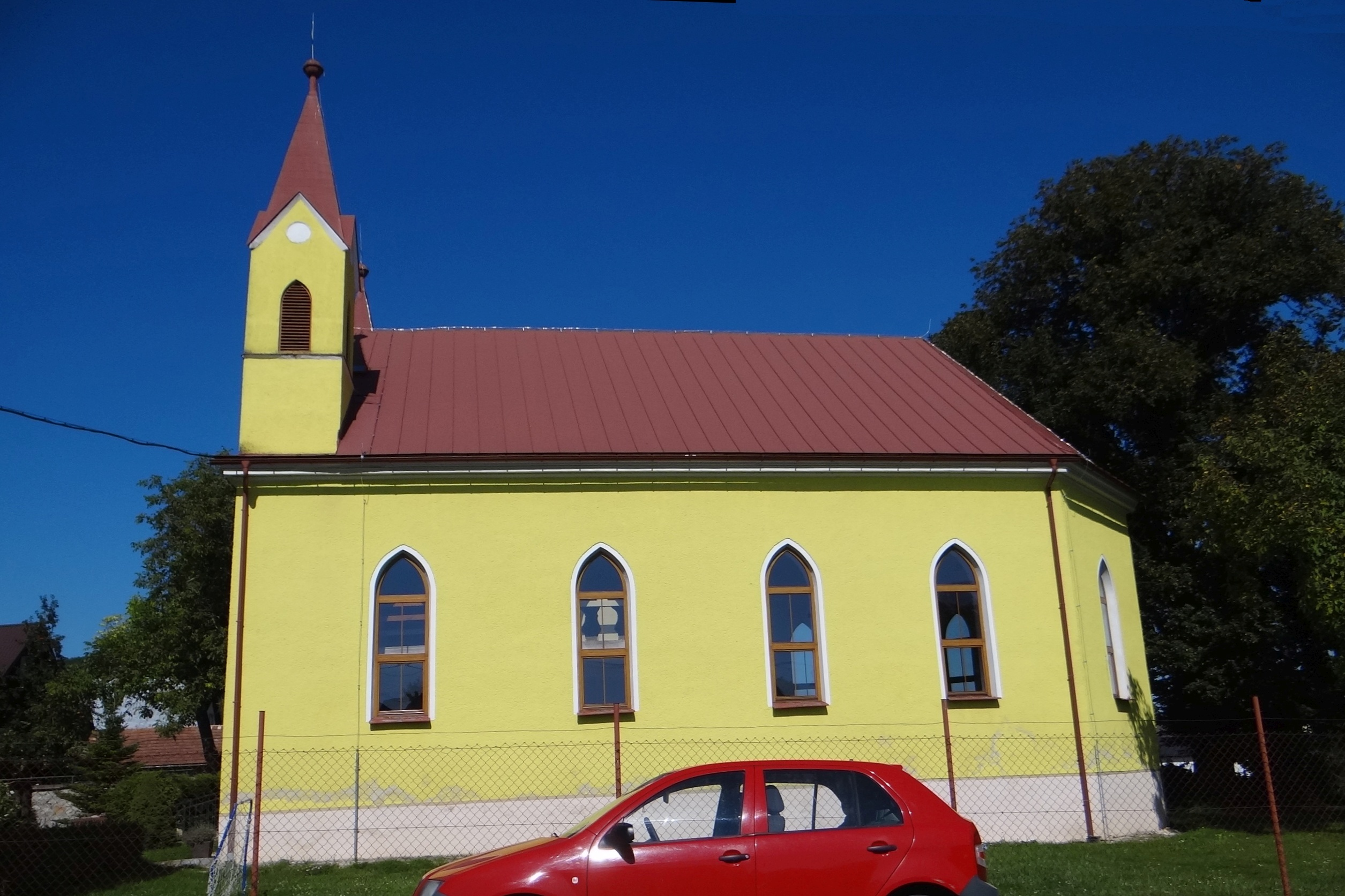
Kościół luterański
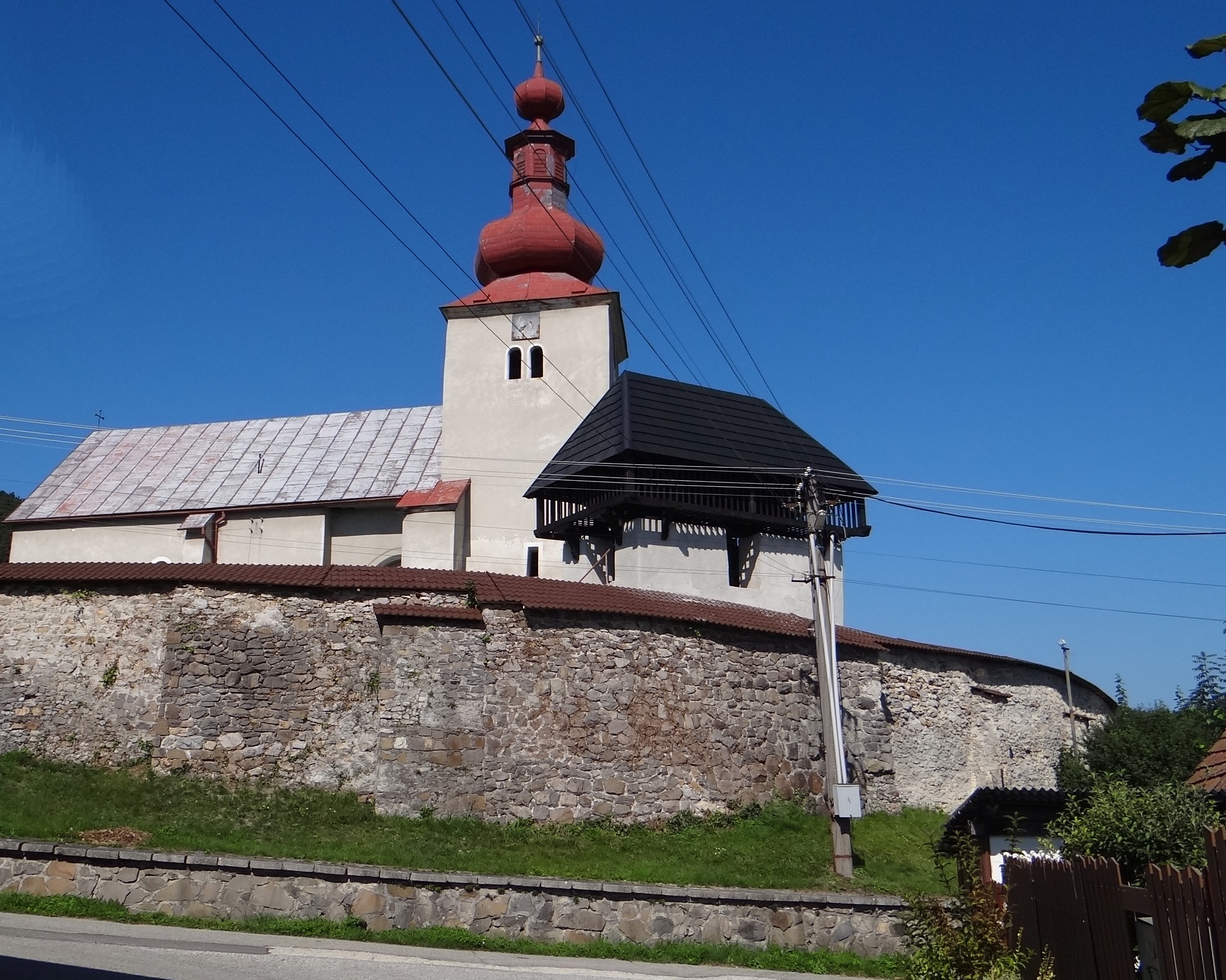
Kościół rzymskokatolicki